# Святий Георгій, принцеса і святий Людовік Тулузький
«Святий Георгій, принцеса і святий Людовік Тулузький» (італ. San Giorgio, la principessa e san Ludovico di Tolosa) — картина італійського живописця Якопо Робусті відомого як Тінторетто (1518–1594), представника венеційської школи. Створена близько 1552 року. З 1937 року зберігається у колекції Галереї Академії у Венеції. 

## Опис
Картина була написана для першогої зали Магістрата Солі, розташованого у палаці Камерленгі в Ріальто у Венеції. Замовниками виступили два посадовці: Джорджо Веньєр і Алоїзіо Фоскаріні, які після завершення свого виборчого терміну — 13 вересня 1551 року і 1 травня 1552 року відповідно повинні були, за звичаєм, подарувати Магістрату картину, виконану за обітницею. Верхній частині полотна була надана дугоподібна форма, аби його можна було б розмістити в одній з ніш зали.
Фігури персонажів (людей, дракона і коня) розміщені ніби на сцені, що ще більше підкреслюється списом святого Георгія, головою, хвостом і лапою дракона, які виходять за рамки картини. Великі об'єми, що займають увесь простір композиції, посилюють театральність поз. Зображення принцеси, яку іноди вважають святою Маргаритою, викликало неоднозначну реакцію у художніх колах Венеції через позу дівчини, яка сидить верхи на драконі, що вважалося зухвалістю для свого часу. Обличчя принцеси відображається в обладунках св. Георгія. Поза дівчини, що перекинулась назад і одночасно спрямована до св. Георгія — свідчить про високу майстерність художника. Святий Людовік Тулузький зображений праворуч, який стоїть майже відсторонено від них, і створює своїм важким вбранням ефектну декорацію. 